# An meine Freunde
An meine Freunde ist das 19. Studioalbum des österreichischen Schlagersängers Freddy Quinn, das 1978 im Musiklabel Polydor (Nummer 2371 859) erschien. Das Album konnte sich nicht in den deutschen Albumcharts platzieren; Singleauskopplungen wurden keine produziert.

## Titelliste
Das Album beinhaltet folgende zwölf Titel:
- Seite 1

1. Freunde der Nacht (geschrieben von Friedrich Dorff und Robert Puschmann)
2. Monte Corcovado (geschrieben von Friedrich Dorff und Robert Puschmann)
3. Immer wieder lieb’ ich dich (im Original als Aura Lea von George A. Poulton und W. W. Fosdick geschrieben, 1861[3])
4. Es kommt der Tag, da wirst du mich vielleicht verstehn (Un Pueblo Es) (im Original als Un pueblo es… von María Ostiz, 1977[4])
5. Der Baum des Lebens (geschrieben von Freddy Quinn und Peter Held)
6. Sailing (im Original von The Sutherland Brothers, 1972[5])

- Seite 2

1. Komm, ich zeig dir die Welt (geschrieben von Joe Kirsten und Peter Held)
2. Einmal nach Mexiko (geschrieben von Freddy Quinn und Peter Held)
3. Angelina (im Original von Euson, 1972[6])
4. Für dich war es Spiel (geschrieben von Harald H. Werner und Joe Kirsten)
5. Seasons in the Sun (im Original als Le moribond von Jacques Brel, 1961[7])
6. Goodbye, My Love, Goodbye (im Original von Demis Roussos, 1973[8])